# 23248 Batchelor
23248 Batchelor è un asteroide della fascia principale. Scoperto nel 2000, presenta un'orbita caratterizzata da un semiasse maggiore pari a 2,5345416 UA e da un'eccentricità di 0,1042696, inclinata di 9,52282° rispetto all'eclittica.